# 류보미르 툽타
류보미르 툽타(슬로바키아어: Ľubomír Tupta, 1998년 3월 27일 ~ )는 현재 그리스 클럽 AEL과 슬로바키아 국가대표팀에서 공격수로 활약하고 있는 슬로바키아의 축구 선수이다.

## 구단 경력
툽타는 2017년 12월 23일 우디네세와의 세리에 A 경기에서 엘라스 베로나 소속으로 프로 데뷔 전을 치렀다.
2020년 1월, 그는 2023년까지 계약 연장에 합의했고, 비스와 크라쿠프에 임대로 합류했다.
2020년 10월 5일 세리에 B의 아스콜리로 임대 이적하였다.
2021년 2월, 툽타의 아스콜리 임대는 일련의 이적으로 갑자기 종료되어 그는 제외되었을 것이다. 그는 즉시 스위스 슈퍼리그의 FC 시옹으로 파비오 그로소 감독의 희망에 따라 반 시즌 임대되었다.
2022년 9월 1일, 툽타는 페스카라와 계약했다. 2023년 2월 2일, 그는 슬로반 리베레츠로 임대되어 구매 옵션과 함께 돌아왔다.

## 국가대표팀 경력
툽타는 2019년 3월 파벨 하팔 감독이 헝가리와 웨일스를 상대로 UEFA 유로 2020 예선 더블 고정을 위한 대체 공격수로 그를 지명하면서 슬로바키아 국가대표팀 지명에서 처음 인정받았다.
2024년 6월 7일, 그는 프란체스코 칼초나가 UEFA 유로 2024에 참가할 슬로바키아 선수 26명의 명단에 등장했다.